# Parangaba

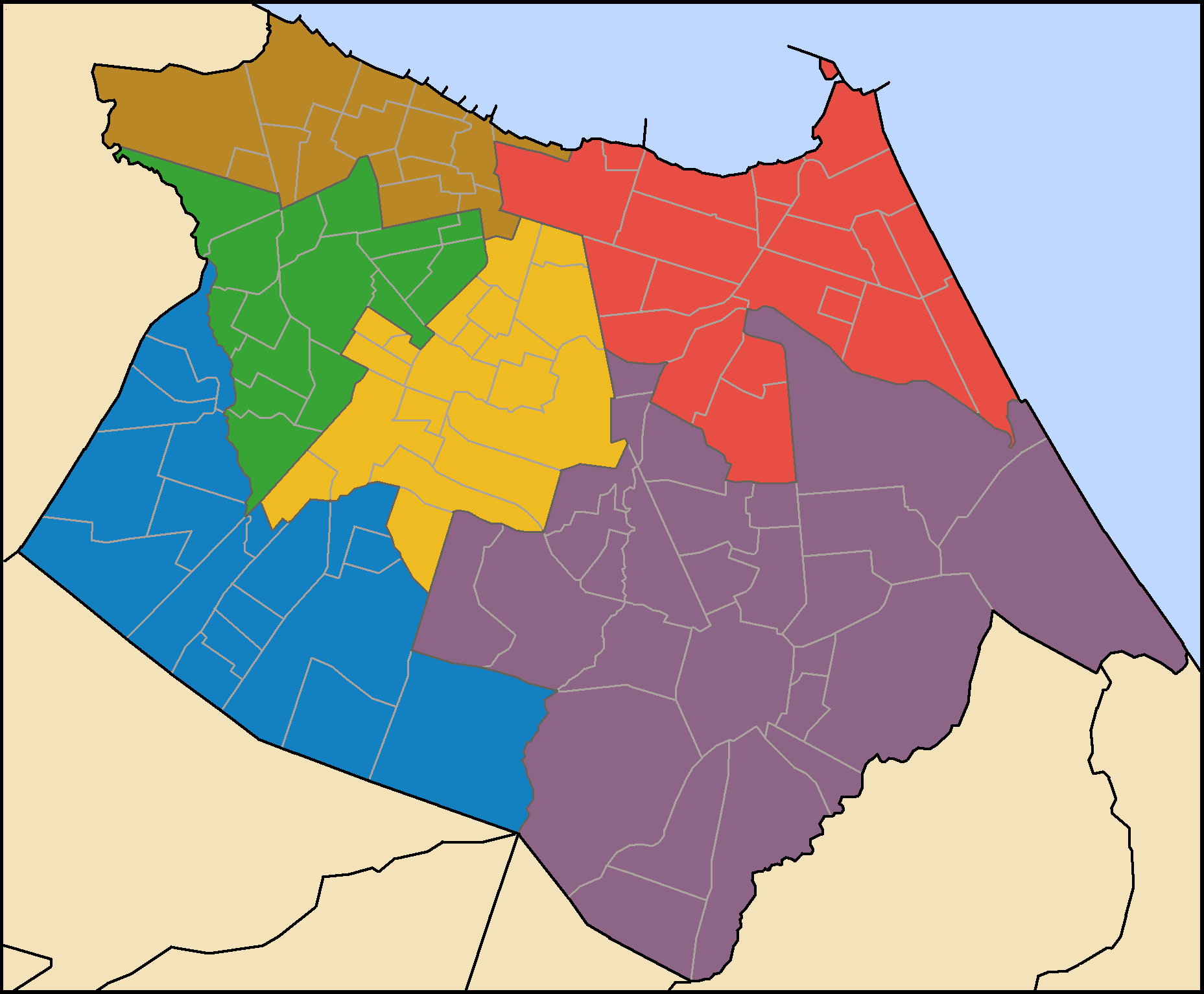
Localisation du SER IV (en jaune):
SER I
SER II
SER III
SER IV
SER V
SER VI

Parangaba est un quartier de la ville de Fortaleza, au Brésil. Il est situé dans le secrétariat exécutif régional (SER) IV.

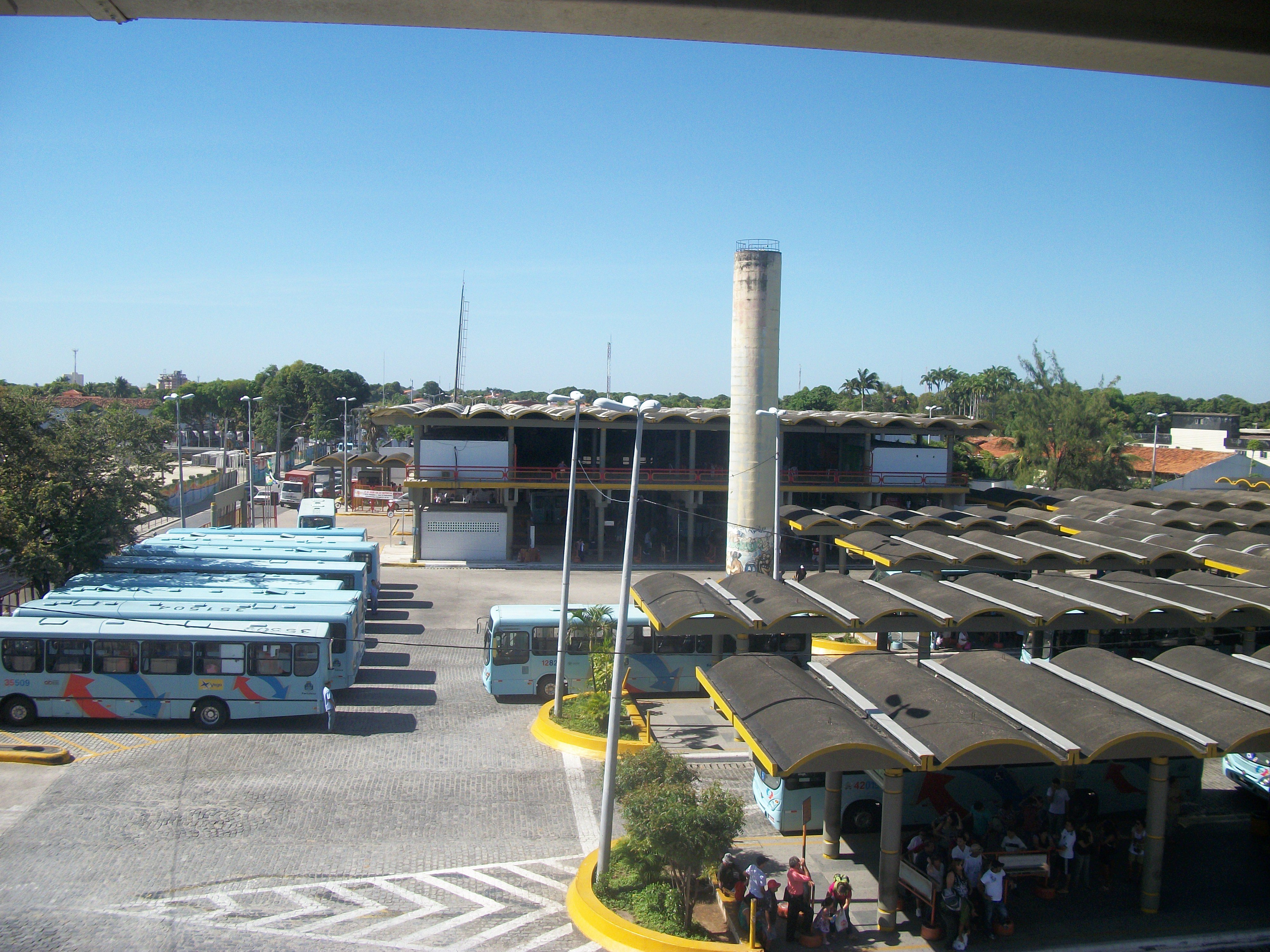
Terminal d'autobus de Parangaba

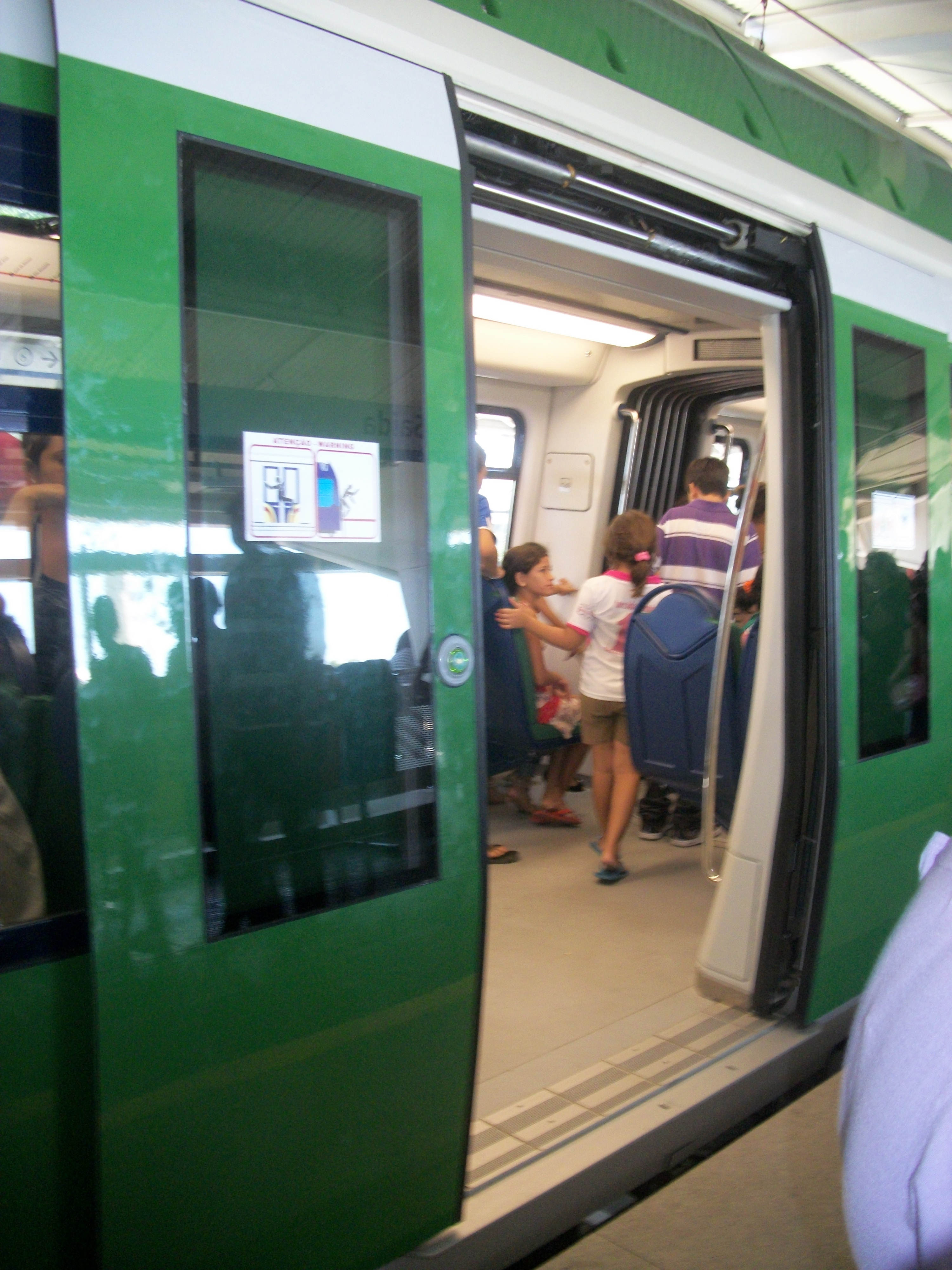
Rame du métro de Fortaleza à l'arrêt dans le quartier de Parangaba